# Akrokorinthos
Akrokorinthos este o arie protejată (arie specială de conservare — SAC, sit de importanță comunitară — SCI) din Grecia întinsă pe o suprafață de 601,59 ha, integral pe uscat.

## Localizare
Centrul sitului Akrokorinthos este situat la coordonatele 37°53′18″N 22°51′54″E / 37.888225°N 22.86487°E.

## Înființare
Situl Akrokorinthos a fost declarat sit de importanță comunitară în aprilie 1997 pentru a proteja 3 specii de animale. Situl a fost protejat și ca arie specială de conservare în martie 2011.

## Biodiversitate
Situată în ecoregiunea mediteraneană, aria protejată conține 3 habitate naturale: Sarcopoterium spinosum phryganas, Pante stâncoase calcaroase cu vegetație casmofită, Păduri de pin mediteraneene cu pini mezogeni endemici.
La baza desemnării sitului se află mai multe specii protejate:
- nevertebrate (1): Euplagia quadripunctaria
- reptile (2): Testudo marginata, elaphe situla (Zamenis situla)

Pe lângă speciile protejate, pe teritoriul sitului au mai fost identificate 5 specii de plante, 2 specii de amfibieni, 2 specii de mamifere, 11 specii de reptile.